# アサヒペン
株式会社アサヒペン（英: ASAHIPEN CORPORATION）は、大阪府大阪市鶴見区と東京都江東区に本社（登記上の本店は大阪市鶴見区）を置く塗料や各種製品の輸入・製造ならびに販売をおこなう企業である。大輪会メンバーの一社。
社名は「旭ペイント」を縮めたものであり、筆記が主用途であるペンは製造していない（ペンタイプの塗料は製造・販売している）。
コーポレート・スローガンは「暮らしを彩り 住まいをまもる」。

## 会社概要
太平洋戦争開始前夜の、1940年に「大和塗料工業所」として大阪市旭区にて発足。戦後1946年には、社名を『旭化学工業所』に変更。1947年に大阪市鶴見区（当時は城東区、現在地）に移転し株式会社に改組。社名も「旭ペイント株式会社」と改称する。
発足当時は業務用塗料をはじめ、各種塗料の製造販売をしていたが、1962年以降は家庭用塗料の将来性に着目し、専業メーカーに転身。1965年、家庭塗料専業メーカーへの転身・脱皮が進むにつれ、社名を家庭塗料の商品名に一致させて「株式会社アサヒペン」と変更。以来、水性塗料、スプレータイプ塗料の開発や、壁紙、ワックスなどの家庭用ホームケアー商品を多数開発し、塗料類はエコマーク認定商品にもなった。
塗料の製造販売の一方で、1970年代から1980年代にかけては、多角化の一環として、ワイシャツのクビ周りや袖口の汚れに、塗って、洗って、汚れを落とす「エリボン」や、流しの詰りを除去する「排水パイプ洗浄剤」などの家庭用洗剤商品を販売していた時代もある（現在は製造していない）。現在はハウスケア事業、ガーデニング事業にも進出し、住まいの総合企業としての面目も持っている。
かつて、大阪本社の屋上には、同社の商品（ペール缶）を斜めにしたオブジェが存在したが、建て替えとともに撤去された。

## 沿革
- 1940年（昭和15年） 田中七郎が大阪市旭区にて「大和塗料工業所」を創業。業務用塗料の製造・販売を開始
- 1946年（昭和21年） 工場を大阪市都島区御幸町に設け、屋号を「旭化学工業所」に変更
- 1947年（昭和22年） 工場を大阪市城東区鶴見（現在の鶴見区鶴見。現大阪本社所在地）に移転、「旭ペイント株式会社」として設立（株式会社に改組）。
- 1951年（昭和26年） 日本国有鉄道（国鉄）に調合ペイントの納入を開始
- 1953年（昭和28年） 日本工業規格表示許可工場となる
- 1958年（昭和33年） 国鉄納入の調合ペイント（黒色）納入量第1位となる
- 1962年（昭和37年） 家庭用塗料の販売を開始
- 1965年（昭和40年） 商号を「株式会社アサヒペン」に変更
- 1969年（昭和44年） 家庭用雑貨（ハウスケア用品）の販売を開始
- 1977年（昭和52年） 株式を店頭公開
- 1978年（昭和53年） 大阪証券取引所（大証）市場第2部に株式上場
- 1980年（昭和55年） 兵庫県東条町（現在の加東市）に兵庫工場を開設
- 1988年（昭和63年） 東京都江東区猿江に東京本社ビルを建設・竣工
- 1990年（平成2年） 大阪市鶴見区鶴見に大阪本社ビルを建設・竣工
- 2013年（平成25年） 東京証券取引所（東証）と大阪証券取引所の統合に伴い、東証市場第2部に株式上場
- 2021年 (令和3年)　東日本物流センター（埼玉県本庄市）を開設
- 2022年（令和4年）東京証券取引所の市場再編により、東証市場第2部→東証スタンダード市場に株式上場

## 事業所
大阪本社・大阪営業所
- 大阪市鶴見区鶴見4丁目1-12

東京本社・東京第一営業所・東京第二営業所
- 東京都江東区猿江2丁目3-16

兵庫工場
- 兵庫県加東市新定字木谷275-43

静岡工場
- 静岡県菊川市赤土1899-1

札幌営業所
- 札幌市白石区流通センター4丁目2-5

仙台営業所
- 仙台市泉区八乙女4丁目6-6

北関東営業所
- 埼玉県本庄市児玉町共栄800-2

広島営業所
- 広島県安芸郡府中町大須4丁目1-58

九州営業所
- 福岡市東区香椎1丁目22-5-201

### 流通センター
札幌流通センター
- 札幌市白石区流通センター4丁目2-5

東日本物流センター　
- 埼玉県本庄市児玉町共栄800-2

埼玉流通センター
- 埼玉県深谷市大字上野台1450-26

兵庫流通センター
- 兵庫県加東市新定字木谷275-43

西日本物流センター
- 兵庫県西脇市平野町521-20

### グループ企業
- 大豊塗料株式会社（埼玉県久喜市）
- 株式会社アサヒペン・ホームイングサービス（大阪市鶴見区）
- 共福産業株式会社（大阪市鶴見区）
- アサヒロジスト株式会社（大阪市鶴見区）
- 株式会社サンビッグ（大阪市鶴見区）
- 株式会社オレンジタウン（大阪市鶴見区）
- 昭和精機工業株式会社 (静岡県菊川市)
- 株式会社ザ・ペット (大阪府茨木市)

## 主な商品

### 塗料
- 水性塗料
- 油性塗料
- 木部用塗料
- スプレー塗料
- ニス・ステイン類
- うすめ液・はがし剤
- さび止め・プライマー・補助剤（シーラー）
- 工作・ホビー
- 業務用塗料
- 防水
- 遮熱塗料 他

### 塗装用品
- ハケ・筆
- ローラー・コテバケ類
- コンプレッサー・スプレーガン
- ヘラ・ブラシ類
- 塗装用養生用品・マスキング
- 塗装用容器

### 補修材
- 壁面・床面用補修材
- 充てん剤
- パテ・接着剤
- タイル補修剤
- 洗浄剤補修テープ
- 屋根用断熱・防水材 他

### インテリア用品
- 障子紙
- ふすま紙
- カベ紙
- 粘着シート
- ボーダーシート
- ガラス用シート
- 床用マット・すべり止め
- 結露・断熱対策
- 施工道具類・障子
- 施工道具類・ふすま
- 施工道具類・カベ紙
- 施工道具類・ガラス 他

### ハウスケア用品
- 床用ワックス
- 住宅洗剤
- キッチン用洗剤
- カビ用洗剤
- 防水スプレー
- シールはがし剤 他

### ガーデニング用品
- ガーデンテーブル
- ファニチャーセット
- ガーデンチェア
- ベンチ
- 収納庫ウッドデッキ
- ウッドリビングラティス
- フェンス
- アーチ
- トレリスプランター
- フラワースタンドオーナメント
- アイアン室外機カバー
- パラソル
- 花台 他

## 広報活動
2022年以降では主に新聞での広告掲載が中心だが、テレビ・ラジオのCMでは、CMソング・番組主題歌を数多く手掛け“浪花のモーツァルト”の異名を取るキダ・タローの作曲によるCMソング（唄：スリー・グレイセス）が、今日まで放送され続けている。なお、放映された年代ごとにアレンジされ、曲調はかなり変化している。

### スポンサー番組
2025年4月現在
- テレビ朝日火曜9時枠の連続ドラマ

天久鷹央の推理カルテ（テレビ朝日系）
2008年から2014年まで4月から9月までの半年期間による提供、2018年以降は4月から6月までの3ヶ月間の提供となる。同期間にはレギュラー提供番組が休止になる場合、同じ系列の他番組に振り替えて提供する事がある。2010年と2011年はアサヒペン遮熱塗料「もらって楽しいキャンペーン」実施期間である、毎年4月より9月までの半年の期間限定でもあった。なお、2015年と2016年は行わなかったが、正月のスペシャル番組には提供した。

### ビルの広告看板

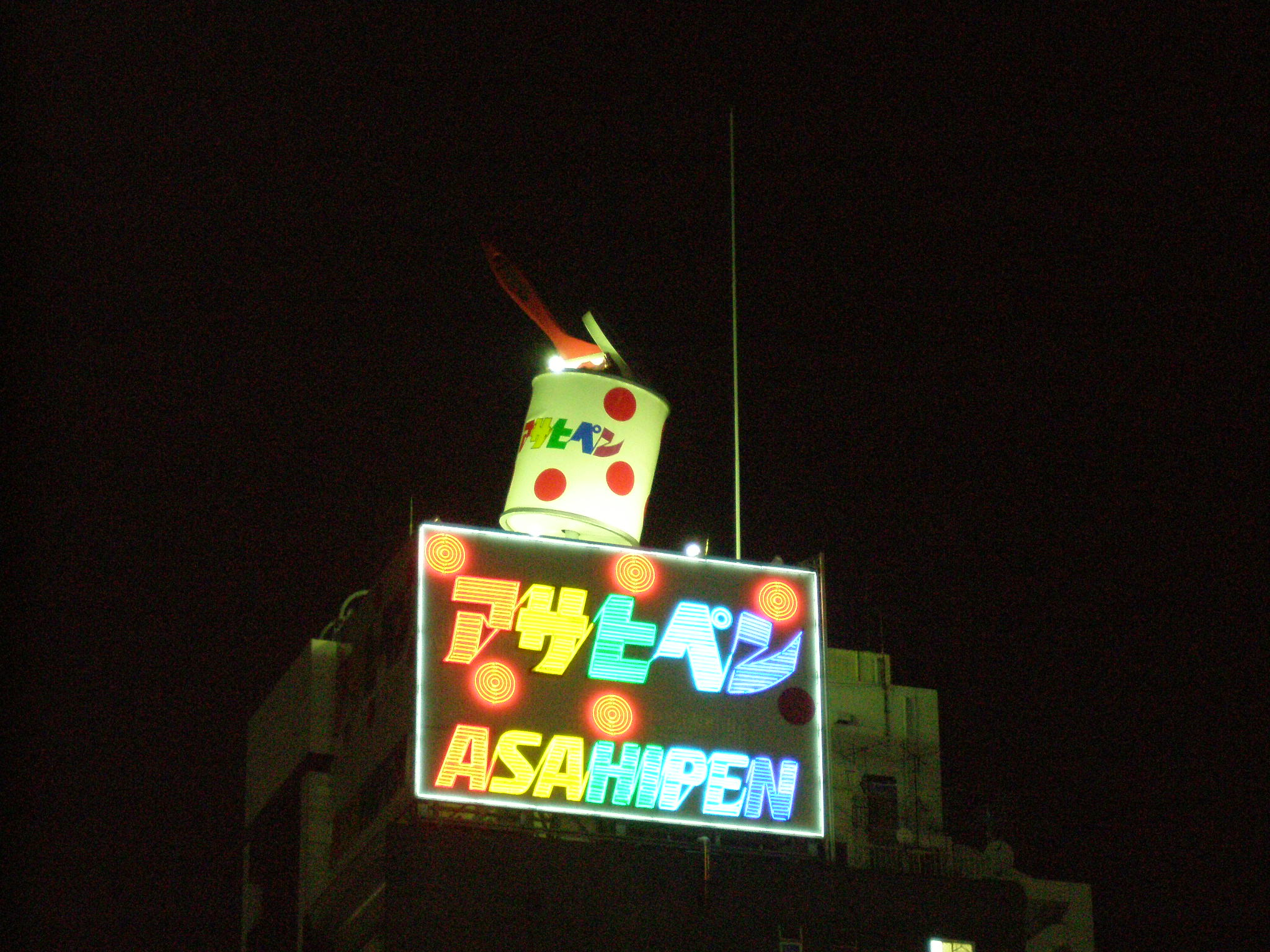
2007年・銀座　ロゴとペール缶の看板

写真にある、東京・銀座中央通りの京橋2丁目の交差点に面したビルの屋上には、かつての大阪本社と同様に、同社のネオンサインと、ペール缶と刷毛をかたどった巨大な回転立体看板が存在したが、2009年に撤去された。かつては千代田区岩本町の昭和通り沿いのビル屋上にも同様の立体看板が存在したが、こちらも撤去されて現存しない。東京本社にはペール缶のみの立体看板が存在する。

### ロゴの由来
太字斜体で書かれた「アサヒペン」の5文字を1文字ずつ赤、黄、緑、青、紫の順に色を並べ、各文字の間を細い線で結んでいるのが特徴である。色の配列は光の波長の順にすることで秩序を持たせ、カラフルにすることで塗料のイメージと楽しさを表現している。また、太字斜体であるのは力強さを、文字間の細い線は塗料の粘り気を表現している。

### オリジナルキャラクター
2020年にアサヒペンのオリジナルキャラクターとして2匹のサルのキャラクター「ペンキーズ」が発表された。「せかいでひとつだけの『おきにいり』を見つけたい」をテーマに、塗料、塗装用品の正しい使い方やDIYの楽しさを公式Youtubeチャンネルで発信している。また、LINEスタンプも配信している。
ペンキー
好奇心旺盛で初めてのことでも挑戦するオスのサルの妖精。部屋の模様替えをするのが好きで、両手と尻尾を用いて軽やかに部屋中を飛び回って部屋の模様替えをする。DIYに困っている人がいれば、気軽に手伝うという。
ローラン
ペンキーのガールフレンドという設定のメスのサルの妖精。ローラーを用いた塗装を得意とする。可愛いインテリアを好み、季節イベントの飾りを作ったり、小物類を入れる棚を作ったりする。DIYに困っている人がいれば、ペンキーと協力して気軽に手伝うという。